# Barranc de les Sentius
El Barranc de les Sentius és un corrent fluvial del Priorat, que neix a la Serra de les Quimeres i desemboca al riu de Cortiella.